# Dansk Arkitektur Center
Dansk Arkitektur Center (DAC) er et center, der formidler viden om arkitektur, byggeri og byudvikling med fokus på fremtiden.
Dansk Arkitektur Center er konstitueret som en fond med et finansielt grundlag i et offentligt-privat partnerskab mellem Realdania og staten. Staten er repræsenteret ved Erhvervsministeriet, Kulturministeriet og Indenrigs- og Boligministeriet.
Dansk Arkitektur Center ligger i BLOX midt i København og er en del af Københavns Kulturkvarter. Som omdrejningspunkt for kulturel og erhvervsmæssig udvikling af dansk arkitektur, byggeri og byudvikling gennemfører Dansk Arkitektur Center faglige, erhvervsrettede og kulturelle aktiviteter og projekter med det formål at:
- Øge samarbejdet mellem arkitekt- og byggebrancherne, så aktørerne sammen kan bidrage til udvikling af arkitektur, byggeri og byudvikling
- Skabe værdi for samfundet generelt
- Opnå større interesse og forståelse for arkitekturen blandt den brede befolkning.